# English Heritage
English Heritage (česky Anglické dědictví, oficiálním názvem Historic Building and Monuments Commission for England, česky Komise historických budov a památek pro Anglii) je britská kulturní nezisková organizace, která pečuje o architektonické prostředí v Anglii. Je financovaná Ministerstvem kultury, médií a sportu.
Organizace byla založena zákonem o národním dědictví v roce 1983, kterým převzala do své péče památky dosud spravované příslušnými ministerstvy britské vlády. English Heritage je protipólem English Nature, která pečuje o skvosty britské přírody.
Nejdůležitější úlohou English Heritage je správa více než 400 významných historických a archeologických lokalit od Stonehenge až po nejstarší litinový most na světě Iron Bridge. V sezóně 2007–2008 navštívilo všechny památky English Heritage, které jsou obsluhované personálem, dohromady 5,3 milionu návštěvníků. Věnuje se též konzervaci, registraci a ochraně historického prostředí. English Heritage dále spravuje veřejný archiv National Monuments Record.
Veřejnost má právo stát se členy English Heritage, za což získají mj. volný vstup do objektů organizace. V sezóně 2007/08 mělo English Heritage 665 tisíc členů. Členové nemohou hlasovat o rozhodnutích English Heritage, ale jsou vyzýváni k tomu, aby vyjadřovali své názory na související události, např. k výstavbě silničního tunelu ve Stonehenge.
English Heritage spustilo také projekt Images of England (česky: Obrázky Anglie), jehož cílem je vytvořit volně dostupnou online-databázi 370 tisíc registrovaných památek v Anglii. Každý záznam v databázi obsahuje reprezentativní fotografii a popis budovy z pera historika architektury.
Významný podíl v činnosti English Heritage má její pedagogické působení, vedené na základě cyklického motta „porozumění – úcta – péče – potěšení – porozumění“.
Obdobnými organizacemi v jiných regionech Spojeného království jsou
- Cadw ve Walesu
- Historic Scotland ve Skotsku
- Northern Ireland Environment Agency v Severním Irsku
- Manx National Heritage na ostrově Man